# Gemeindeverwaltungsverband „Östlicher Schurwald“
Der Gemeindeverwaltungsverband „Östlicher Schurwald“ ist ein Gemeindeverwaltungsverband (GVV) im Landkreis Göppingen in Baden-Württemberg. Mitglieder des Verbandes sind die Gemeinden Adelberg, Birenbach, Börtlingen und Rechberghausen; der Sitz des Verbandes ist Rechberghausen.
Zur Erledigung von Angelegenheiten und Aufgaben, deren gemeinschaftliche Regelung oder Durchführung wirtschaftlich, administrativ oder kommunalpolitisch zweckmäßig ist, schlossen sich 1971/1972 die Gemeinden Adelberg, Birenbach, Börtlingen und Rechberghausen im Wege einer freiwilligen Vereinbarung zum Gemeindeverwaltungsverband „Östlicher Schurwald“ zusammen.
Dieser Gemeindeverwaltungsverband erledigt für die beteiligten Gemeinden folgende Aufgaben:
Gesetzliche Erledigungsaufgaben:
- die technischen Angelegenheiten bei der verbindlichen Bauleitplanung und der Durchführung von Bodenordnungsmaßnahmen sowie von Maßnahmen nach dem Städtebauförderungsgesetz
- die Planung, Bauleitung und örtliche Bauaufsicht bei den Vorhaben des Hoch- und Tiefbaus,
- die Unterhaltung und den Ausbau der Gewässer zweiter Ordnung,
- die Abgaben-, Kassen- und Rechnungsgeschäfte.

Weitere Erledigungsaufgaben:
- die Bearbeitung von Personalangelegenheiten der Mitgliedsgemeinden (Besoldungs-, Vergütungs- und Beihilfeberechnungen),
- die Verlegung eines gemeinsamen Amtsblatts,
- die Aufgaben der Ortspolizeibehörde auf dem Gebiet des Ordnungswidrigkeitenrechts.

Anstelle der Mitgliedsgemeinden erfüllt der Verband in eigener Zuständigkeit folgende Aufgaben (Erfüllungsaufgaben):
- die vorbereitende Bauplanung,
- die Aufgaben des Trägers der Straßenbaulast für die Gemeindeverbindungsstraßen,
- die Aufgaben des Schulträgers für die Hauptschule und Realschule im Sinne des Schulgesetzes für Baden-Württemberg,
- die Aufgabe des Gutachterausschusses nach dem Bundesbaugesetz.

Hauptorgan des Verbandes ist die Verbandsversammlung, die aus den Bürgermeistern der Verbandsgemeinden und je vier weiteren Vertretern einer jeden Mitgliedsgemeinde besteht. Neben der Verbandsversammlung besteht ein Verwaltungsrat. Der Verbandsvorsitzende wird aus der Reihe der Bürgermeister der beteiligten Gemeinden gewählt.
Der Gemeindeverwaltungsverband ist nach dem Schurwald benannt.